# Poienești-Lukaševka-Kultur

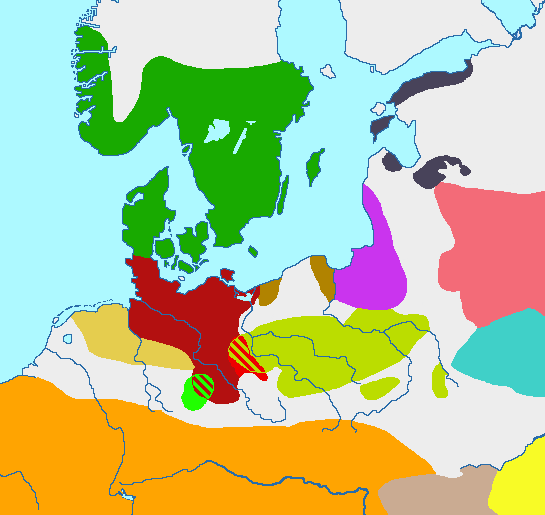
Späte vorrömische Eisenzeit
Poienești-Lukaševka-Kultur
Geten und Thraker
La Tène-Kultur
Przeworsk-Kultur
Jastorfkultur
Harpstedt-Nienburger Gruppe
Hausurnenkultur
Strichkeramikkultur
Westbaltische Hügelgräberkultur
Zarubintsy-Kultur
Estländische Kultur
Nordische Kultur

Die Poienești-Lukaševka-Kultur (rumänisch Cultura Poienești-Lucașeuca, russisch Поянешти-лукашевская культура) war eine archäologische Kultur der Eisenzeit vom 3. Jahrhundert v. Chr. bis zum 4. Jahrhundert n. Chr. auf dem Gebiet der heutigen Ukraine, Moldawiens und Rumäniens.
Träger der Kultur waren wahrscheinlich Peucini, eine Gruppe der wahrscheinlich germanischen Bastarnen (die sprachliche Zuordnung der Bastarnen zu den Germanen ist ungesichert und teilweise umstritten).

## Verbreitungsgebiet
Spuren der Poienești-Lukaševka-Kultur finden sich am unteren Dnister und östlich der Karpaten.
Wichtige Fundorte waren die Begräbnisplätze bei Poienești (Kreis Vaslui), Lukaschewka und Dolinjany (Bukowina).

## Entstehung
Die Poienești-Lukaschewka-Kultur entstand offenbar aus den nördlichen germanischen Jastorf- und Przeworsk-Kulturen mit Einfluss der keltischen La Tène-Kultur.
Ein Bezug zur Kultur der benachbarten Geten konnte hingegen nicht festgestellt werden.
Auch Balkan-illyrische Elemente fehlen, was darauf hinweist, dass es sich um eine Bevölkerungsgruppe handeln muss, die nicht vom dritten makedonisch-römischen Krieg direkt betroffen waren. Das trifft auf die Peucini zu. Der Begriff Peucini leitet sich von einer Halbinsel am Schwarzen Meer oberhalb der Donaumündung ab.
Tatsächlich ist nur dokumentiert, dass es zwar ab dem 2. Jhd. v. Chr. bastarnische Söldner in Macedonien gab, aber die Bastarnen vor allen Dingen mit Roxolanen und teilweise mit Dakern auf Raubzüge in Thrakien, dem nördlichen Griechenland und besonders in die östlich gelegenen griechischen Kolonien gingen. Von römischen Chronisten werden sie oft als Skythen bezeichnet, damals eine übliche Sammelbezeichnung für Stämme der Region. Später wurden die meisten Bastarnen als römische Foederaten in Thrakien angesiedelt.

## Siedlungen
Es gab befestigte und ausgedehnte offene Siedlungen.